# Перелік астроблем
Список астроблем містить підтверджені астроблеми відповідно до Earth Impact Database.

## Підтверджені кратери за розміром

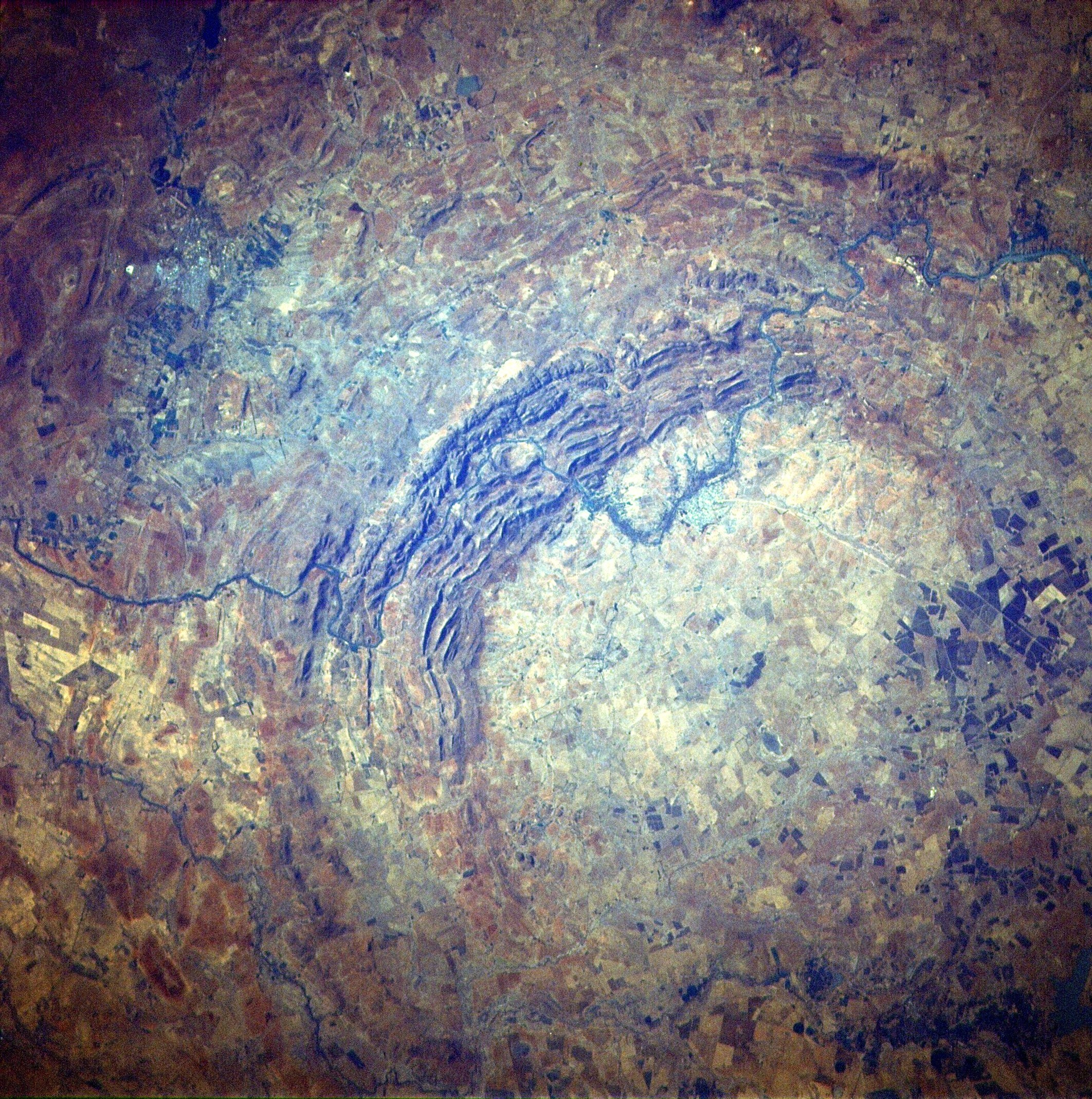
Вредефорт (кратер), 300км

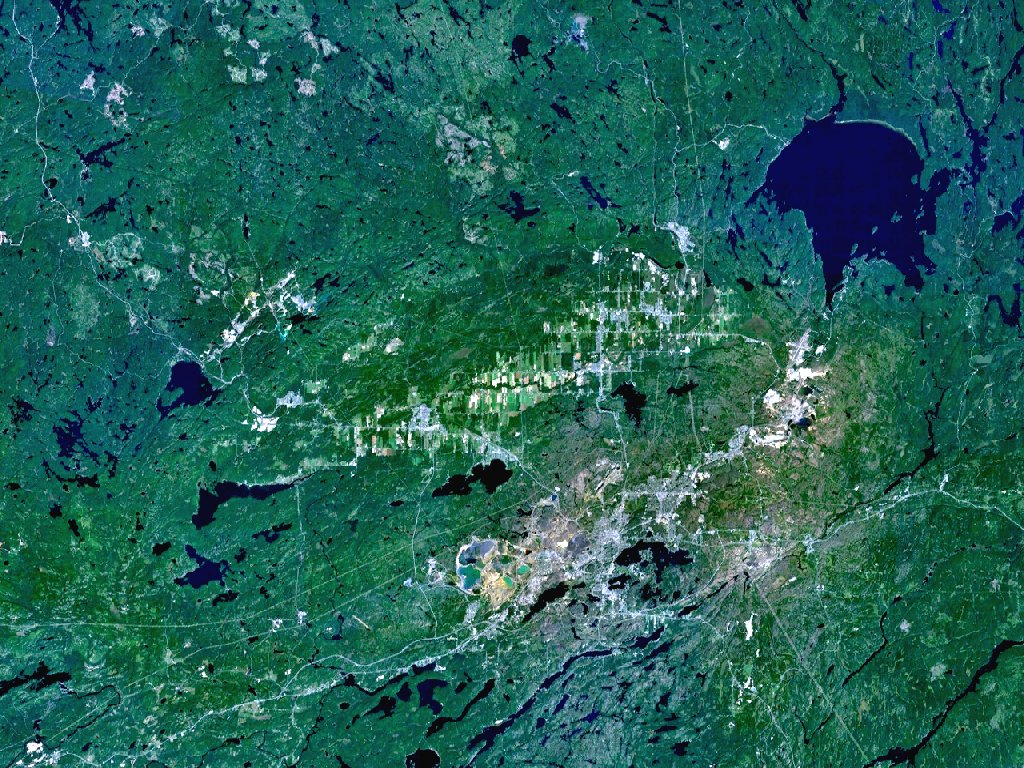
Садбері (кратер), 250км

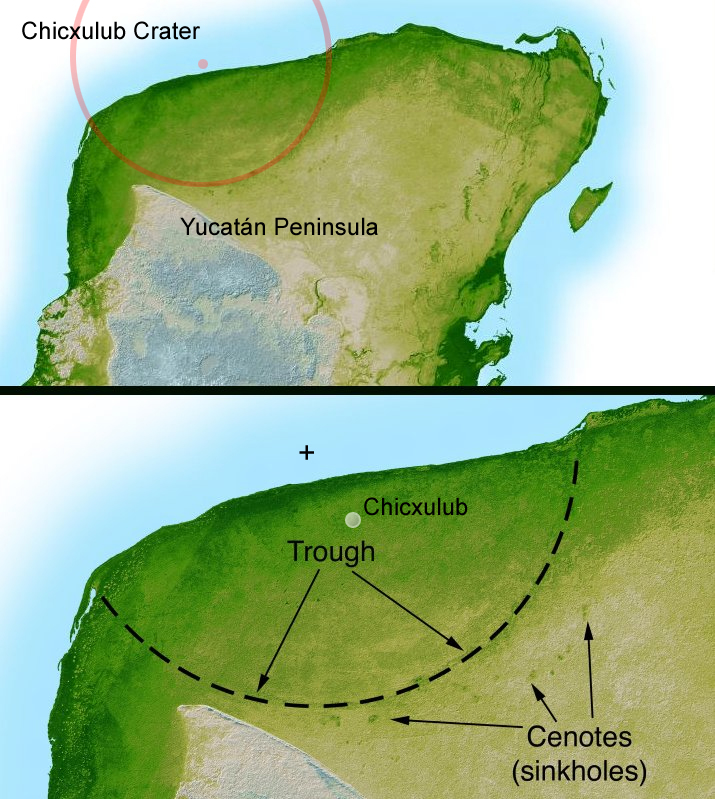
кратер Чікшулуб, 170км

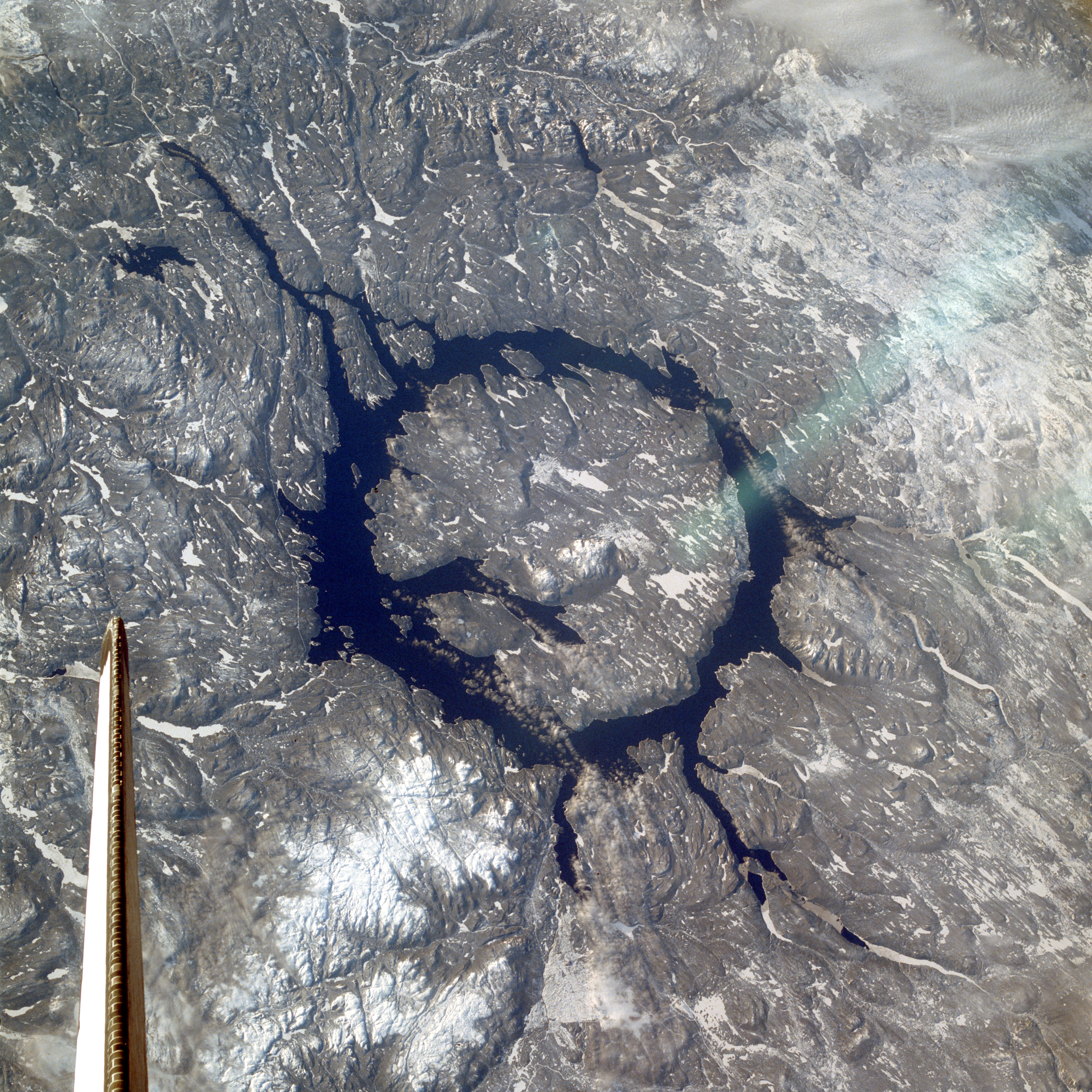
Манікуаган (кратер), 100км

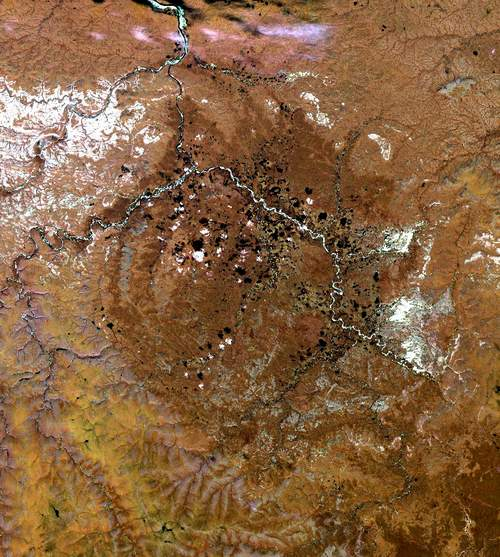
Попігайська западина, 100км

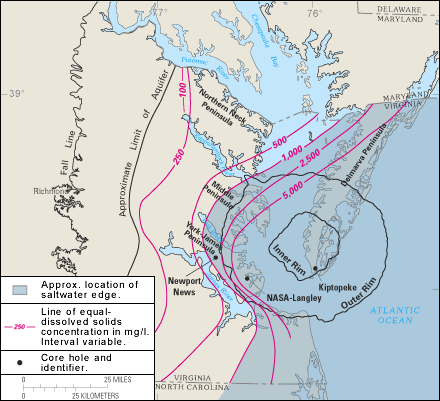
Чесапікський кратер, 90км

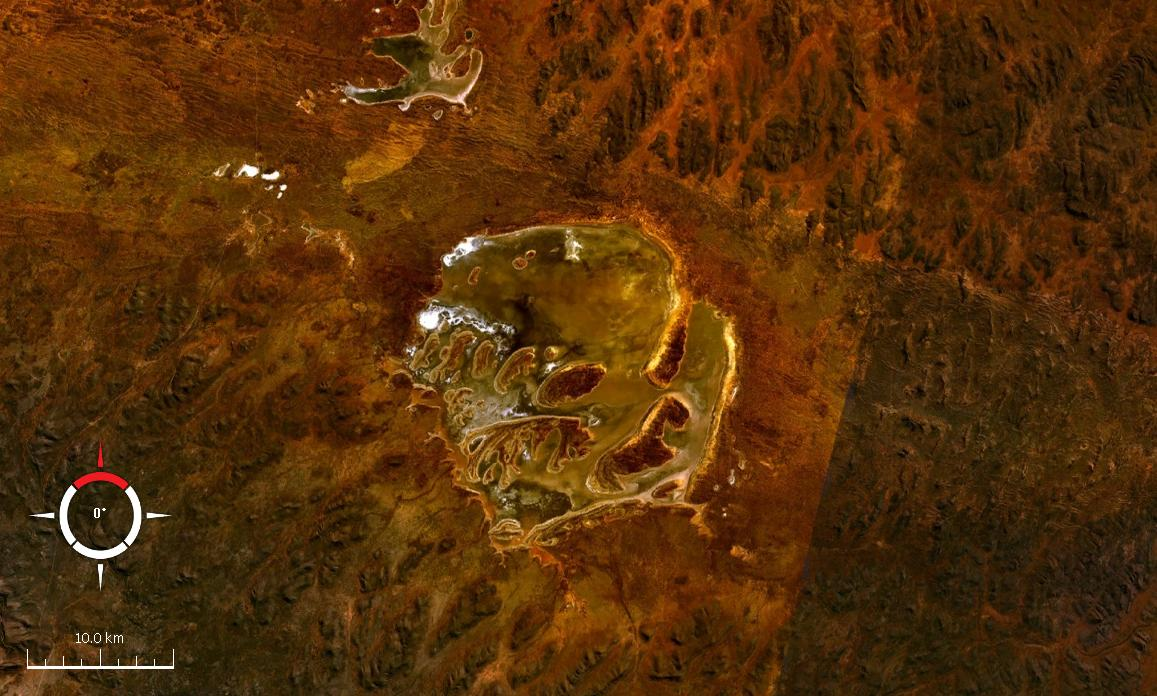
Акраман, 90км

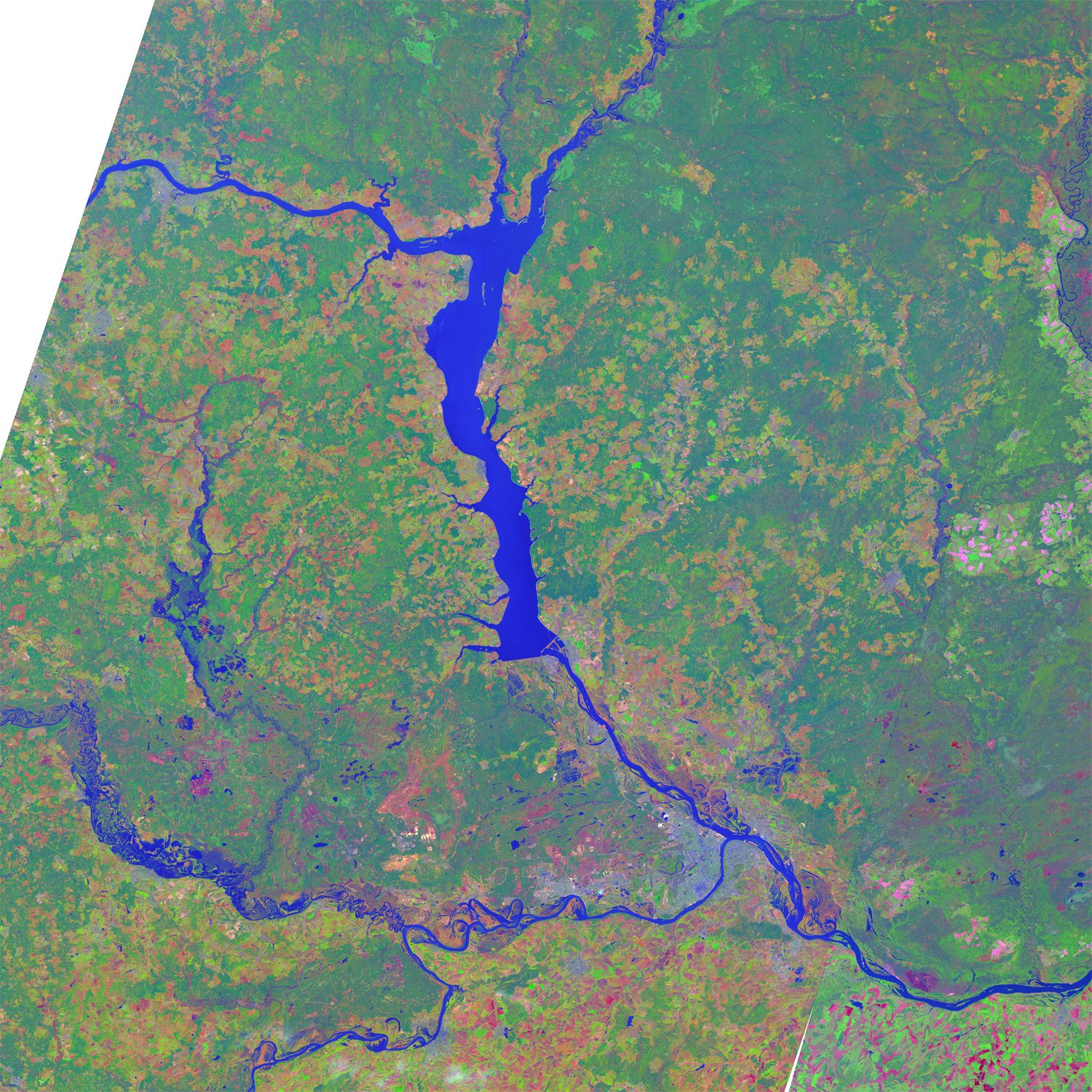
Пучеж-Катунський кратер, 80км (8-й).

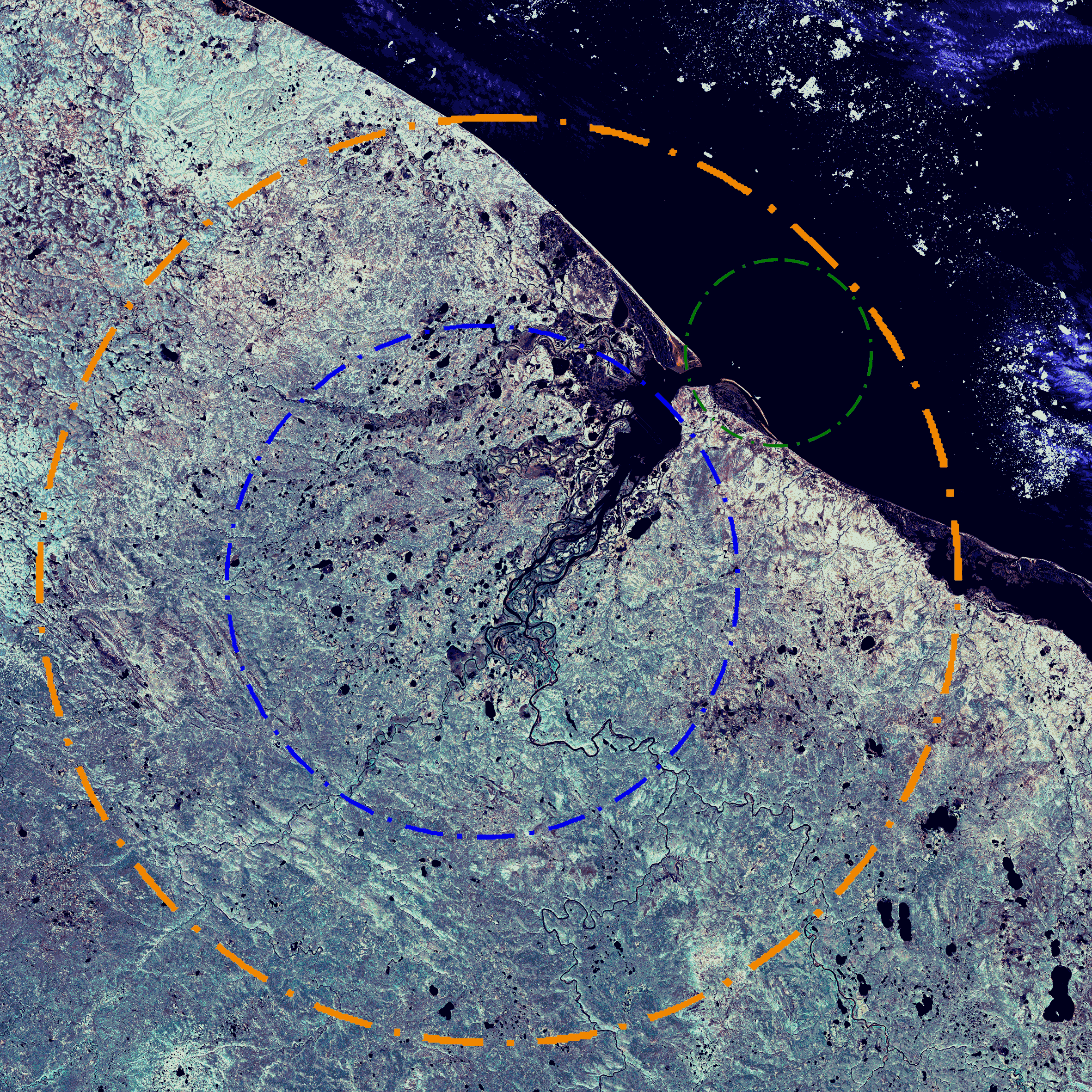
Карський кратер, 65км (10-й).

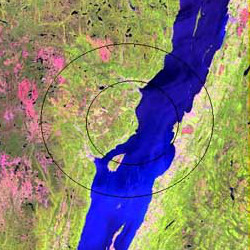
Шарлевуа (кратер), 54км (13-й).

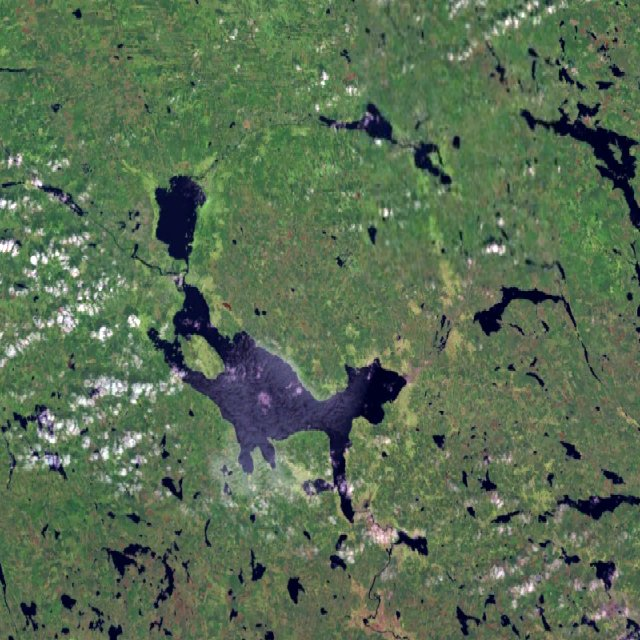
Сільян, 52км (14-й).

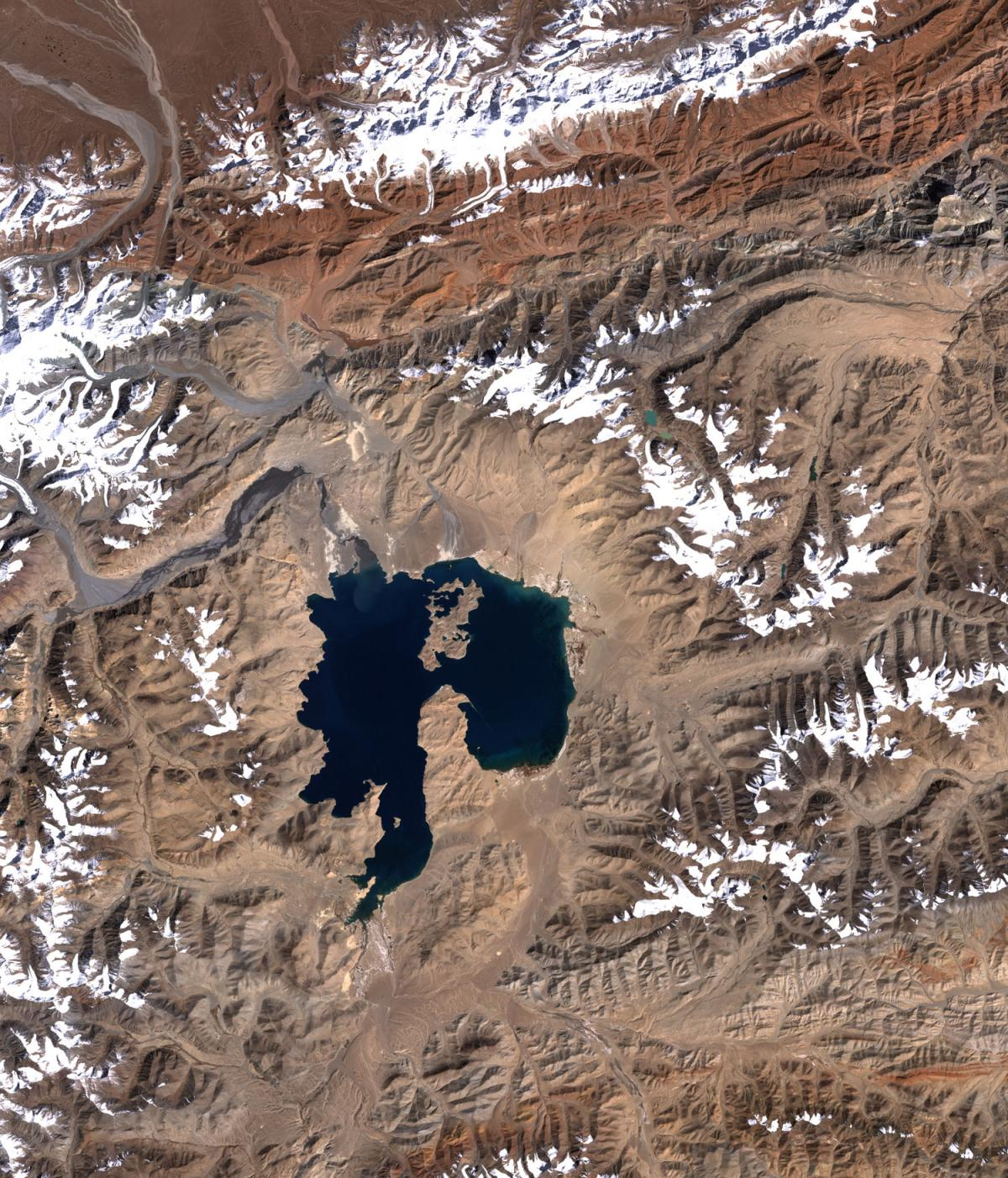
Каракуль, 52км (14-й).

Цей перелік містить лише найбільші кратери (20 км і більше в діаметрі).  Вважається, що ці кратери утворено внаслідок зіткнень астероїдів або комет із Землею. Для кратерів, які зазнали значної ерозії або поховані під нашаруваннями осадових порід, здебільшого зазначено оцінний діаметр кільця кратеру на час його утворення, тоді як залишкові структури (які наразі можна спостерігати на поверхні) можуть мати інші розміри.
| Назва                   | Місце розташування             | Країна                          | Діаметр (км) | Вік (млн років) | Координати                                                              |
| ----------------------- | ------------------------------ | ------------------------------- | ------------ | --------------- | ----------------------------------------------------------------------- |
| Вредефорт               | Вільна держава (ПАР)           | Південно-Африканська Республіка | 300          | 2020            | 27°0′ пд. ш. 27°30′ сх. д. / 27.000° пд. ш. 27.500° сх. д.              |
| Садбері                 | Онтаріо (провінція)            | Канада                          | 250          | 1850            | 46°36′ пн. ш. 81°11′ зх. д. / 46.600° пн. ш. 81.183° зх. д.             |
| Чікшулуб                | півострів Юкатан               | Мексика                         | 170          | 65              | 21°20′ пн. ш. 89°30′ зх. д. / 21.333° пн. ш. 89.500° зх. д.             |
| Манікуаган              | Квебек                         | Канада                          | 100          | 214             | 51°23′ пн. ш. 68°42′ зх. д. / 51.383° пн. ш. 68.700° зх. д.             |
| Попігайська западина    | Сибір                          | Росія                           | 100          | 35.7            | 71°39′ пн. ш. 111°11′ сх. д. / 71.650° пн. ш. 111.183° сх. д.           |
| Чесапікський кратер     | Вірджинія                      | США                             | 90           | 35.5            | 37°17′ пн. ш. 76°1′ зх. д. / 37.283° пн. ш. 76.017° зх. д.              |
| Акраман                 | Південна Австралія             | Австралія                       | 90           | 590             | 32°1′ пд. ш. 135°27′ сх. д. / 32.017° пд. ш. 135.450° сх. д.            |
| Пучеж-Катунський кратер | Нижньогородська область        | Росія                           | 80           | 167             | 56°58′ пн. ш. 43°43′ сх. д. / 56.967° пн. ш. 43.717° сх. д.             |
| Мороквенг               | Пустеля Калахарі               | Південно-Африканська Республіка | 70           | 145             | 26°28′ пд. ш. 23°32′ сх. д. / 26.467° пд. ш. 23.533° сх. д.             |
| Тайху                   | Тайху                          | Китай                           | 68.5         | 70+             | 31°2′ пн. ш. 120°2′ сх. д. / 31.033° пн. ш. 120.033° сх. д.             |
| Карський кратер         | Ненецький автономний округ     | Росія                           | 65           | 70              | 69°6′ пн. ш. 64°9′ сх. д. / 69.100° пн. ш. 64.150° сх. д.               |
| Біверхед                | Айдахо і Монтана               | США                             | 60           | 600             | 44°15′ пн. ш. 114°0′ зх. д. / 44.250° пн. ш. 114.000° зх. д.            |
| Тукунука                | Квінсленд                      | Австралія                       | 55           | 128             | 27°7′ пд. ш. 142°50′ сх. д. / 27.117° пд. ш. 142.833° сх. д.            |
| Шарлевуа                | Квебек                         | Канада                          | 54           | 342             | 47°32′ пн. ш. 70°18′ зх. д. / 47.533° пн. ш. 70.300° зх. д.             |
| Сільян                  | Даларна (ландскап)             | Швеція                          | 52           | 377             | 61°2′ пн. ш. 14°52′ сх. д. / 61.033° пн. ш. 14.867° сх. д.              |
| Каракуль                | Памір                          | Таджикистан                     | 52           | 5               | 39°1′ пн. ш. 73°27′ сх. д. / 39.017° пн. ш. 73.450° сх. д.              |
| Монтаньє                | Нова Шотландія                 | Канада                          | 45           | 50              | 42°53′ пн. ш. 64°13′ зх. д. / 42.883° пн. ш. 64.217° зх. д.             |
| Араґуаїнья              | Центральна Бразилія            | Бразилія                        | 40           | 244             | 16°47′ пд. ш. 52°59′ зх. д. / 16.783° пд. ш. 52.983° зх. д.             |
| Сент Мартін             | Манітоба (провінція)           | Канада                          | 40           | 220             | 51°47′ пн. ш. 98°32′ зх. д. / 51.783° пн. ш. 98.533° зх. д.             |
| Мйолнир                 | Баренцеве море                 | Норвегія                        | 40           | 142             | 73°48′ пн. ш. 29°40′ сх. д. / 73.800° пн. ш. 29.667° сх. д.             |
| Вудлей                  | Західна Австралія              | Австралія                       | 40           | 364             | 26°3′ пд. ш. 114°40′ сх. д. / 26.050° пд. ш. 114.667° сх. д.            |
| Карсвелл                | Саскачеван                     | Канада                          | 39           | 115             | 58°27′ пн. ш. 109°30′ зх. д. / 58.450° пн. ш. 109.500° зх. д.           |
| Клірвотер Західний      | Квебек                         | Канада                          | 36           | 290             | 56°13′ пн. ш. 74°30′ зх. д. / 56.217° пн. ш. 74.500° зх. д.             |
| Менсон                  | Айова                          | США                             | 35           | 73.8            | 42°35′ пн. ш. 94°33′ зх. д. / 42.583° пн. ш. 94.550° зх. д.             |
| Яррабабба               | Західна Австралія              | Австралія                       | 30           | 2000            | 27°10′ пд. ш. 118°50′ сх. д. / 27.167° пд. ш. 118.833° сх. д.           |
| Кеурусселька            | Західна Фінляндія              | Фінляндія                       | 30           | 1800            | 62°8′ пн. ш. 24°36′ сх. д. / 62.133° пн. ш. 24.600° сх. д.              |
| Шумейкер                | Західна Австралія              | Австралія                       | 30           | 1630            | 25°52′ пд. ш. 120°53′ сх. д. / 25.867° пд. ш. 120.883° сх. д.           |
| Слейт Айлендс           | Онтаріо                        | Канада                          | 30           | 450             | 48°40′ пн. ш. 87°0′ зх. д. / 48.667° пн. ш. 87.000° зх. д.              |
| Гуарда                  |                                | Португалія                      | 30           | 200             | 40°38′ пн. ш. 07°06′ зх. д. / 40.633° пн. ш. 7.100° зх. д.              |
| Містестін               | Ньюфаундленд та Лабрадор       | Канада                          | 28           | 36              | 55°53′ пн. ш. 63°18′ зх. д. / 55.883° пн. ш. 63.300° зх. д.             |
| Клірвотер Східний       | Квебек                         | Канада                          | 26           | 290             | 56°04′ пн. ш. 74°06′ зх. д. / 56.067° пн. ш. 74.100° зх. д.             |
| Каменськ                | Південний федеральний округ    | Росія                           | 25           | 646             | 48°21′ пн. ш. 40°30′ сх. д. / 48.350° пн. ш. 40.500° сх. д.             |
| Стін-Ривер              | Альберта                       | Канада                          | 25           | 91              | 59°30′ пн. ш. 117°38′ зх. д. / 59.500° пн. ш. 117.633° зх. д.           |
| Стренґвейс              | Північна територія (Австралія) | Австралія                       | 25           | 646             | 15°12′ пд. ш. 133°35′ сх. д. / 15.200° пд. ш. 133.583° сх. д.           |
| Бовтиський кратер       | Кіровоградська область         | Україна                         | 24           | 65.17           | 48°54′ пн. ш. 32°15′ сх. д. / 48.900° пн. ш. 32.250° сх. д.             |
| Нордлінгер Ріс          | Баварія                        | Німеччина                       | 24           | 14.8            | 48°53′ пн. ш. 10°34′ сх. д. / 48.883° пн. ш. 10.567° сх. д.             |
| Прескілє                | Квебек                         | Канада                          | 24           | 500             | 49°43′ пн. ш. 74°48′ зх. д. / 49.717° пн. ш. 74.800° зх. д.             |
| Гоутон                  | Нунавут                        | Канада                          | 23           | 39              | 75°23′ пн. ш. 89°40′ зх. д. / 75.383° пн. ш. 89.667° зх. д.             |
| Лаппаярві               |                                | Фінляндія                       | 23           | 77.85 ± 0.78    | 63°12′ пн. ш. 23°42′ сх. д. / 63.200° пн. ш. 23.700° сх. д.             |
| Рошшуар                 |                                | Франція                         | 23           | 214 ± 8         | 45°49′27″ пн. ш. 0°46′54″ сх. д. / 45.82417° пн. ш. 0.78167° сх. д.     |
| Ґоссес Блафф            | Північна територія (Австралія) | Австралія                       | 22           | 142.5 ± 0.8     | 23°49′15″ пд. ш. 132°18′28″ сх. д. / 23.82083° пд. ш. 132.30778° сх. д. |
| Амелія-Крик             | Північна територія (Австралія) | Австралія                       | 20           | 1660–600        | 20°55′ пд. ш. 134°50′ сх. д. / 20.917° пд. ш. 134.833° сх. д.           |
| Логанча                 | Сибір                          | Росія                           | 20           | 40 ± 20         | 65°31′ пн. ш. 95°56′ сх. д. / 65.517° пн. ш. 95.933° сх. д.             |
| Оболонський кратер      | Полтавська область             | Україна                         | 20           | 169 ± 7         | 49°35′ пн. ш. 32°55′ сх. д. / 49.583° пн. ш. 32.917° сх. д.             |

## Дивись також
- Метеоритні кратери України
- Зіткнення з космічним тілом
- Болід
- Метеорит

## Зовнішні посилання
- Rajmon, D. (2009). Impact database 2010.1. Impact Field Studies Group. Архів оригіналу за 22 липня 2013. Процитовано 26 квітня 2019. {{cite web}}: Зовнішнє посилання в |work= (довідка)
- Impact Meteor Crater Viewer — Google Maps із зазначеним розташуванням астроблем.